# Giessenburg
Giessenburg è una località e un'ex-municipalità dei Paesi Bassi situata nella provincia dell'Olanda Meridionale. Municipalità nata nel 1957 dalla fusione delle municipalità di Giessen-Nieuwkerk e Peursum, è stata soppressa nel 1986 e il suo territorio è stato incorporato in quello della municipalità di Giessenlanden.